# سینما تابان

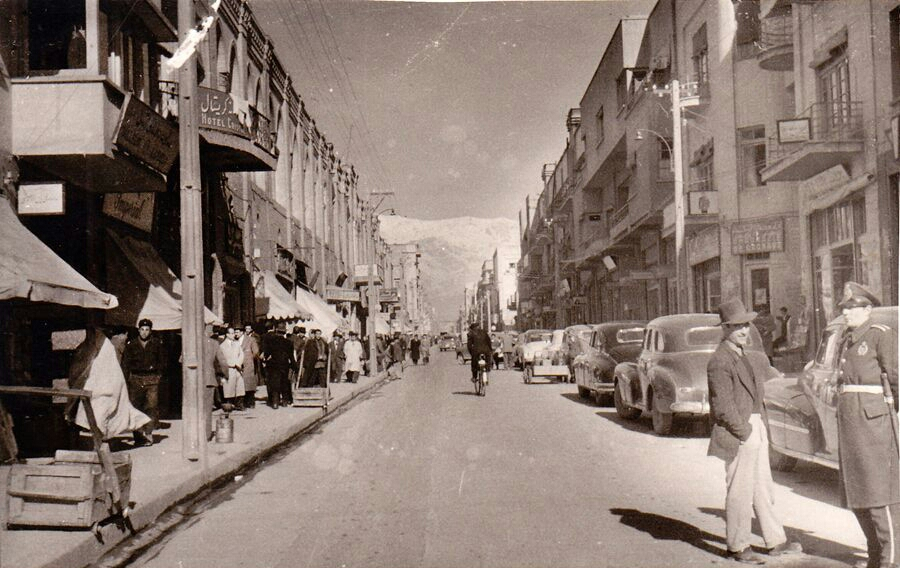
لاله‌زار- سال‌های ۱۳۲۰

سینما تابان در ردیف نخستین سینماهای تهران است که ساختمان آن در نبش خیابان لاله‌زار قرار گرفته و خود جزو یکی از بناهای مهم سریال هزار دستان است. نخستین فیلم ناطق ایرانی دختر لر، ساختهٔ عبدالحسین سپنتا نیز در این سینما اکران شد. پوستر این فیلم که توسط هنرمندان همکار علی حاتمی کارگردان پرآوازهٔ سینمای ایران در سال ۱۳۵۹ بازسازی شده در مقابل این سینما هنوز دیده می‌شود.